# سیارک ۴۴۱۹
سیارک ۴۴۱۹ (به انگلیسی: 4419 Allancook، نامگذاری:1932HD) چهار هزار و چهارصد و نوزدهمین سیارک کشف شده‌است که در ۲۴ آوریل ۱۹۳۲ و در هایدلبرگ کشف شد.
قدر مطلق سیارک برابر ۱۲٫۶۰ است.